# Aeroportul Iğdır
Aeroportul Iğdır (IATA: IGD, ICAO: LTCT) este un aeroport din Iğdır, Turcia ce deservește zona Iğdır. Aeroportul a fost tranzitat în 2022 de 212.034 de pasageri. A fost deschis în 2012 și numit după zona deservită.
Situat la o altitudine de 945 m, aeroportul dispune de o singură pistă.